# Sławomir Dudzik
Sławomir Jan Dudzik (ur. 4 listopada 1967) – polski prawnik, profesor nauk prawnych, nauczyciel akademicki Uniwersytetu Jagiellońskiego, radca prawny, specjalista w zakresie prawa administracyjnego i prawa Unii Europejskiej.

## Życiorys
W 1997 na podstawie napisanej pod kierunkiem Stanisława Biernata rozprawy pt. Działalność gospodarcza jako sposób realizacji zadań samorządu terytorialnego otrzymał na Wydziale Prawa i Administracji Uniwersytetu Jagiellońskiego stopień naukowy doktora nauk prawnych w zakresie prawa, specjalność: prawo administracyjne. Tam też na podstawie dorobku naukowego oraz rozprawy pt. Pomoc państwa dla przedsiębiorstw publicznych w prawie Wspólnoty Europejskiej. Między neutralnością a zaangażowaniem uzyskał w 2002 stopień doktora habilitowanego nauk prawnych w zakresie prawa, specjalność: prawo europejskie. W 2011 prezydent RP Bronisław Komorowski nadał mu tytuł naukowy profesora nauk prawnych.
Został profesorem zwyczajnym Uniwersytetu Jagiellońskiego zatrudnionym w Katedrze Prawa Europejskiego Wydziału Prawa i Administracji.
Wykonuje zawód radcy prawnego.